# Кубок африканських чемпіонів 1971
Кубок африканських чемпіонів 1971 — сьомий розіграш турніру, що проходив під егідою КАФ. Матчі проходили з квітня 1971 року по 21 грудня 1971 року. Турнір проходив за олімпійською системою, команди грали по два матчі. Усього брали участь 25 команд. Чемпіонський титул уперше здобув камерунський «Канон Яунде».

## Перший раунд
| Команда 1       | Заг.           | Команда 2          | 1-й матч | 2-й матч |
| --------------- | -------------- | ------------------ | -------- | -------- |
| Аль-Меррейх     | 2:2 (пен. 5:4) | Теле Асмара        | 2:1      | 0:1      |
| Абалуйя Юнайтед | 1:3            | Грейт Олімпікс     | 0:0      | 1:3      |
| Фіараф          | 3:4            | Стад Мальєн        | 3:0      | 0:4      |
| Брати Масеру    | 3:5            | МММ Таматаве       | 1:2      | 2:3      |
| Порто-Ново      | 0:3            | Вікторія Клуб      | 0:1      | 0:2      |
| Канон Яунде     | 9:4            | Солідаріте         | 7:3      | 2:1      |
| Есперанс        | 1:0            | Аль-Аглі (Бенгазі) | 0:0      | 1:0      |
| Сектор 6        | 1:2            | Енугу Рейнджерс    | 1:1      | 0:1      |
| Янг Афріканс    | 2:0            | Лаворі Публісі     | 2:0      | 0:0      |

## Другий раунд
| Команда 1      | Заг.           | Команда 2       | 1-й матч | 2-й матч |
| -------------- | -------------- | --------------- | -------- | -------- |
| Калум Стар     | 4:5            | Енугу Рейнджерс | 3:3      | 1:2      |
| Аль-Меррейх    | 2:2 (пен. 4:5) | Асанте Котоко   | 2:1      | 0:1      |
| МММ Таматаве   | 2:5            | Грейт Олімпікс  | 2:1      | 0:4      |
| Стад Мальєн    | 3:4            | АСЕК Мімозас    | 2:2      | 1:2      |
| Вікторія Клуб  | 1:4            | Динамік Тоголе  | 1:2      | 0:2      |
| Віта (Кіншаса) | 3:3 (пен. 3:4) | Канон Яунде     | 2:0      | 1:3      |
| Коффи Юнайтед  | т. п.          | Янг Афріканс    | —        | —        |
| Ісмайлі        | т. п.          | Есперанс        | —        | —        |

Примітки
1. ↑  «Янг Афріканс» знявся з турніру.
2. ↑  «Есперанс» знявся з турніру.

## Фінальний етап

### Чвертьфінал
| Команда 1       | Заг. | Команда 2      | 1-й матч | 2-й матч |
| --------------- | ---- | -------------- | -------- | -------- |
| Коффи Юнайтед   | 0:2  | Грейт Олімпікс | 0:0      | 0:2      |
| Енугу Рейнджерс | 0:3  | АСЕК Мімозас   | 0:1      | 0:2      |
| Динамік Тоголе  | 4:6  | Канон Яунде    | 1:2      | 3:4      |
| Ісмайлі         | 0:3  | Асанте Котоко  | 0:0      | 0:3      |

### Півфінал
| Команда 1      | Заг. | Команда 2     | 1-й матч | 2-й матч |
| -------------- | ---- | ------------- | -------- | -------- |
| АСЕК Мімозас   | 3:5  | Канон Яунде   | 2:1      | 1:4      |
| Грейт Олімпікс | 1:2  | Асанте Котоко | 1:1      | 0:1      |

## Фінал
| 5 грудня 1971 |

| Асанте Котоко | 3:0 | Канон Яунде |
| ------------- | --- | ----------- |
|               |     |             |

| Спортивний стадіон «Кумасі», Кумасі Глядачів: 70 000 |

| 19 грудня 1971 |

| Канон Яунде | 2:0 | Асанте Котоко |
| ----------- | --- | ------------- |
|             |     |               |

| «Мілітер», Яунде Глядачів: 20 000 |

### Додатковий матч
У результаті кожна з команд набрала по 2 очка (за регламентом кількість забитих м'ячів не враховувалась), тому був проведений додатковий матч. Однак безлад на трибунах перервав матч на рахунку 1:0, а переможцем став «Канон Яунде»
| 21 грудня 1971 |

| Канон Яунде | 1:0 | Асанте Котоко |
| ----------- | --- | ------------- |
|             |     |               |

| «Мілітер», Яунде Глядачів: 20 000 |

| : | Чемпіон Кубка африканських чемпіонів 1971 [[Файл:Flag of Cameroon.svg\|border\|border\|100px\|Камерун]] Канон Яунде (1-й титул) |